# Valenzuela (Filippine)
Valenzuela è una città altamente urbanizzata (HUC) delle Filippine, ubicata nella Regione Capitale Nazionale.
Valenzuela è formata da 32 baranggay:
- Arkong Bato (Arco di Pietra)
- Bagbaguin
- Balangkas (Trama)
- Bignay (Arbusto con Frutta)
- Bisig (Braccio)
- Canumay
- Coloong
- Dalandanan (Posto di Arancia)
- Hen. T. De Leon
- Isla (Isola)
- Karuhatan (Posto di Palma Nera)
- Lawang Bato (Lago di Pietra)
- Lingunan
- Mabolo (Boloso)
- Malanday (Superficiale)
- Malinta (Sanguisugoso)

- Mapulang Lupa (Terra Rossa)
- Marulas (Scivoloso)
- Maysan
- Palasan (Rattan)
- Parada (Parata)
- Pariancillo Villa
- Paso De Blas
- Pasolo
- Poblacion (Popolazione)
- Pulo (Isola)
- Punturin
- Rincon
- Tagalag
- Ugong (Brusio)
- Viente Reales
- Wawang Pulo (Isola di Estuario)